# Улица Яана Поска
Улица Я́ана По́ска (эст. Jaan Poska tänav), в 1940—1991 годах улица Алекса́ндра Ле́йнера (эст. Aleksander Leineri tänav) — улица в Таллине, столице Эстонии. Возникла во времена Российской империи и первоначально  носила название Песочная улица. Проходит от улицы Коллане до Нарвского шоссе. Протяжённость — 1007 метров. Нумерация домов ведётся от улицы Коллане. Улица расположена на западной границе дворцово-паркового ансамбля Кадриорг и изобилует памятниками архитектуры.

## Географическое расположение
Находится в районе Кесклинн. Пролегает через микрорайоны Кадриорг и Рауа. Начинается у перекрёстка улиц Коллане и Лаулупео, пересекается с улицами Юри Вильмса, Везивярава, Ф. И. Видемана, Лидии Койдула, Аугуста Вейценберга и заканчивается у Нарвского шоссе.

## История
Согласно источникам 1838 года, улица называлась Песочная улица, улица Лийва (эст. Liiva tänav, нем. Sandstraße). Это название она получила из-за песочной поверхности и по протекавшему там ручью Лийва. Встречалось также название Суур-Лийва (эст. Suur-Liiva tänav (с эст. Большая Песочная, нем. Große Sandstraße)).

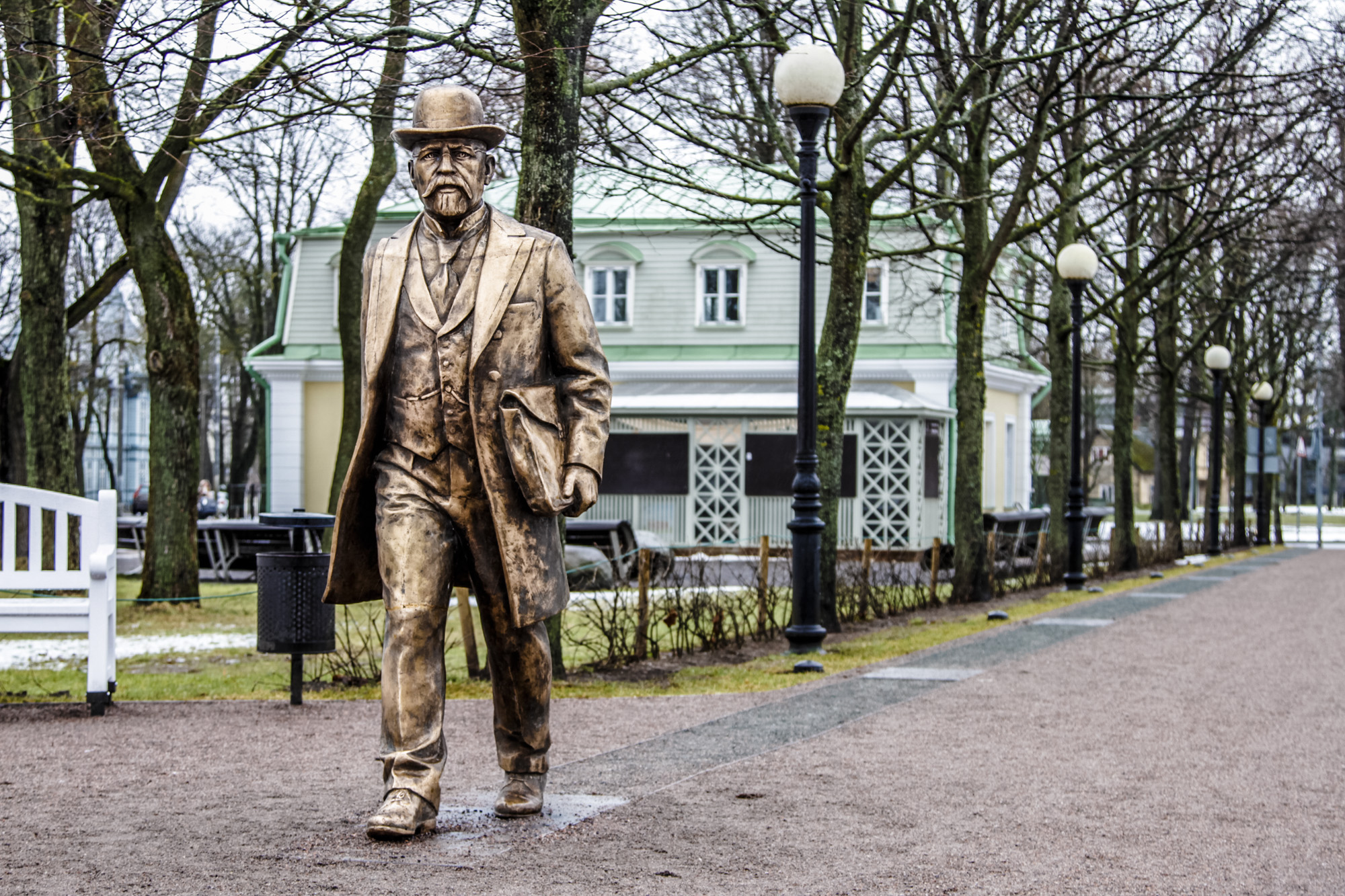
Памятник Яану Поске на одноимённой улице

Улица относилась к посёлку служащих Кадриоргского дворца и парка, который носил название Старая слобода или Екатеринтальская слобода (нем. Russisches Dorf — «Русская деревня»). Посёлок располагался по обе стороны улицы Яна Поска от современной улицы Видемана до улицы Лидии Койдула. В слободе жили садовники, прачки, сапожники, плиточники и пр. Многие из них были русскими крестьянами и ремесленниками, привезёнными сюда из царских имений. Традиционно в cлободе было 27 объектов недвижимости. Ручей Лийва, к настоящему времени исчезнувший, был границей посёлка со стороны города.
Согласно планам первой четверти 19-го столетия, в слободе насчитывалось 25 объектов недвижимости. Дома были деревянные, каменным был только дом номер 37.
17 января 1927 года улице официально дали название улица Яана Поска (нем. Poskastraße) в честь эстонского государственного деятеля Яана Поска (однако, в изданной в 2011 году книге «Планы города Таллинна 1634—1989» уже в 1921 году вместо улицы Лийва обозначено название улица Поска).
30 августа 1940 года улицу переименовали в улицу Александра Лейнера в честь эстонского коммуниста Александра Лейнера. 18 октября 1991 года было восстановлено название улица Яана Поска.

## Предприятия и учреждения
На улице расположены небольшие рестораны, предприятия сферы услуг и офисы. По адресу ул. Яана Поска 15-I работает Ассоциация самопомощи и консультирования пожилых людей (эст. Vanurite Eneseabi- ja Nõustamisühing). В доме по адресу ул. Яана Поска 15-II расположен гостевой дом «Poska Villa». В доме 19С разместился ресторан «Mantel & Korsten». В доме 45 работает ресторан итальянской кухни «Taverna del Gallo Nero». Дом 47 занимает Епархиальная миссионерская семинария Римско-католической церкви «Redemptoris Mater».

## Общественный транспорт
На небольшом отрезке в конце улицы (остановка «Jaan Poska») проходят трамваи маршрутов № 1 и 3.

## Памятники архитектуры
В Государственный регистр памятников культуры Эстонии внесены 16 домов, имеющих регистровый адрес улицы Яана Поска:
| Номер дома   | Время постройки | Фото | Описание | Дата инспектирования  | Состояние | Примечания |
| ------------ | --------------- | ---- | --- | --------------------- | --------- | --- |
| 8            | 1870 год        |      | Первоначальное деревянное здание построено в 1870 году. В 1877, 1900 и 1908 годах дом расширили за счёт пристроек. В конце 1920-х годов в доме разместилось посольство Италии, в 1930-х годах работал Эстонский союз женщин. В советское время здание занимало подразделение ДОСААФ. C 1990 года дом не использовался. Был отреставрирован по инициативе городских властей и открылся 24 января 2008 года. | 18 апреля 2020 года   | Хорошее   | Вилла, в которой 1908—1920 годах жил Яан Поска. С 2008 года здесь находятся представительские помещения горуправы и работает музей Яана Поска. |
| 14           | Конец XIX века  |      | Первое упоминание о доме датируется 1892 годом — это документ инженера Иммануэля Руссвурма о надзоре за строительством. Квартирный дом c разносторонней планировкой. Многократно перестраивался: в 1900 году, в 1913 году и 1931 году. Автор проекта последней перестройки — архитектор Герберт Вольдемар Йохансон. В сложном плане здания доминируют массивное южное крыло с мансардным этажом и закрытой верандой и меньший (предположительно, более старый) объём здания с выступающим эркером и многоугольным тамбуром с представительной лестницей. | 18 апреля 2020 года   | Плохое    | Жилой дом |
| 15 (I)       | 1903 год        |      | Типичный летний дом исторического дачного района Кадриорга, проект архитектора Эрвина Бернгарда. Двухэтажный бревенчатый дом построен в стиле историзма, стоит на плитняковом фундаменте и рустикальном цоколе из комковатого известняка. Из дворовой двухэтажной веранды есть выход на открытую деревянную террасу, которая является новостройкой. Сохранились, в частности, такие оригинальные детали, как парадная входная дверь, ветрозащитная решётка в стиле классицизма, парадная лестница в стиле модерн, деревянные кассетные потолки с декоративными балками. В качестве дачи не использовался: невролог Эдгар Вайс и психиатр Хьюго Хирш открыли в нём санаторий для больных параличом и другими нервными заболеваниями. Учреждение было названо в честь Х. Хирша, с 1940 года называлось Кадриоргской больницей. В 1956 году в здании разместилась Детская туберкулёзная больница на 75 коек, которая позже стала называться Детским санаторным отделением Таллинского городского противотуберкулёзного диспансера. В 1987 году учреждение было ликвидировано. В 1996 году здание было отремонтировано по проекту архитектора Ирины Рауд и дизайнера интерьеров Майи Лаул-Оселейн. | 18 апреля 2020 года   | Хорошее   | С 1996 года в здании работает Дневной центр для пожилых людей.                                                                                 |
| 15 (II)      | XIX век         |      | Историческое здание с полностью сохранившимся внешним обликом. Строительство, вероятно, было начато в третьей четверти 19-го столетия. Экстерьер дома относится к перестройке 1903 года, выполненной про проекту Эрвина Бернгарда, который при этом следовал декору, изображённому на строительных рисунках 1891 года. В 1998 году здание было реновировано и приспособлено под нужды пансионата Центра самопомощи пожилым людям. | 18 апреля 2020 года   | Хорошее   | Гостевой дом «Poska Villa» |
| 19, здание A | Конец XIX века  |      | Образец бревенчатого жилого дома конца 19-го — начала 20-го столетия в стиле раннего классицизма. Двухэтажное строение с невысоким цоколем и полувальмовой крышей. Частично сохранилась первоначальная отделка фасадов. Деревянная дверь главного входа со стороны улицы Поска датируется XX веком. Дизайнерское решение интерьера соответствует типу русского дома, центральным пространством которого является кухня. | 18 апреля 2020 года   | Хорошее   | |
| 19, здание B | XIX век         |      | Двухэтажное здание из плитняка со сводчатым подвалом и двускатной крышей, расположенное в середине участка недвижимости номер 19. Наружные стены здания поддерживаются невысокими контрфорсами. Стены чердака выполнены из дерева. В 1861–1891 годах недвижимость принадлежала бургомистру Александру Мартину Лютеру (1810–1876), наследники которого стали её владельцами в конце 1930-х годов. Дом отреставрирован в начале 2010-х годов | 18 апреля 2020 года   | Хорошее   | Жилой дом |
| 19, здание C | XVIII—XIX век   |      | Одноэтажный бревенчатый дом в стиле раннего классицизма с множеством пристроек и реконструкций, с камином в центре. Различные части здания покрыты вальмовой и двускатной крышей. На окнах ставни. Некоторые окна поделены на шесть частей. В 1861–1891 годах недвижимость принадлежала бургомистру Александру Мартину Лютеру, наследники которого стали её владельцами в конце 1930-х годов. | 18 апреля 2020 года   | Хорошее   | В настоящее время — ресторан «Мантель и Корстен» (эст. Mantel ja Korsten, с эст. «Каминная полка и Дымоход»).                                  |
| 20           | 1924 год        |      | Образец таллинской городской виллы. Двухэтажный каменный дом в стиле историзма (в части некоторых деталей — позднего модерна) с мансардой, крытой красной черепицей. Спроектирован архитектором Борисом Крюммером (Boris Krümmer, р. 1884). | 18 апреля 2020 года   | Хорошее   | Жилой дом |
| 24           | 1935 год        |      | Построен по проекту архитектора Николая Голицина. Характерный для своей эпохи деревянный жилой дом с шестью квартирами разной площади, с высоким цоколем и каменной лестницей. Под окнами первого этажа фриз из узких вертикальных планок. Между окнами первого и второго этажа панели с рисунком «рыбий хвост». В интерьерах сделаны минимальные перестройки, сохранилось большинство изначальных деталей. | 8 апреля 2021 года    | Плохое    | Жилой дом |
| 33           | XIX век         |      | Здание расположено в самом центре Кадриоргской слободы и отражает градостроительную ситуацию XIX века и атмосферу той эпохи. Слитное строение, состоящее из дворового крыла в стиле классицизма (середина 19-го столетия) и крыла со стороны улицы в стиле историзма (последние десятилетия 19-го столетия). Фасад украшен чередующимися горизонтальными и вертикальными досками и другими элементами деревянного декора, среди которых есть оригинальные детали. В интерьере сохранились ценные детали конструкции (двери, деревянные полы, лестницы и т. д.). | 18 апреля 2020 года   | Хорошее   | Жилой дом |
| 35           | Начало XIX века |      | Маломерный одноэтажный деревянный жилой дом. Образец жилой архитектуры той эпохи и стиля застройки, характерного для Кадриорга. Типичный для пригорода Таллина первой половины 19-го столетия односемейный дом с высокой скатной крышей, ориентированный на улицу. Фасад спроектирован по типовому проекту общероссийского классицизма (образец фасада № 99). Вход с длинной стороны здания со стороны двора. Крыша дома и хозяйственные постройки пострадали во время пожара 1949 года, после чего их восстановили в несколько искаженном виде. На фасаде сохранился ряд ценных деталей, таких как небольшие квадратные рамы окон первого этажа, угловая рустовка, имитированная деревом. В интерьере, среди прочего, имеется большая печь в стиле барокко, которая, возможно, происходила из другого здания и была переложена здесь. Дом и пристройка, в которой в старину размещалась лавка, отреставрированы в 2015 году. | 18 апреля 2020 года   | Хорошее   | Жилой дом |
| 41           | 1880-е годы     |      | Построен по проекту архитектора Алексея Федотова от 1884 года для настоятеля Преображенского собора Иоанна Стратановича. Деревянный жилой дом на высоком цоколе из плитняка, с подворотней и с богатым, хорошо сохранившимся деревянным кружевным декором. Отреставрирован в 2021 году. | 19 сентября 2023 года | Хорошее   | |
| 51           | 1905 год        |      | Одноэтажный деревянный дом на высоком цоколе с мансардой, вилла в стиле хайматкунст с архитектурным влиянием историзма и модерна. Образец творчества архитектора Отта Шотта (Otto Schott). Имеет богатый декор. Отреставрирован в 2019 году. Садовый домик по тому же адресу составляет единый архитектурный ансамбль с жилым домом и является одним из самых старых садовых домиков в Кадриорге. Представляет собой небольшую деревянную беседку в историческом стиле. | 19 сентября 2023 года | Хорошее   | Жилой дом |
| 51А          | 1910 год        |      | Здание строилось в 1906—1910 годах, автор проекта — архитектор Иван Шапошников. Сохранилось без перестроек. Расположенное по линии улицы двойное строение с низкой двускатной жестяной крышей имеет симметричный фасад с двумя угловыми выступами и горизонтальными мансардами. На главном фасаде использованы различные деревянные украшения, которые с годами были частично упрощены из-за утраты некоторых деталей, и декоративный гипсокартон. Угловые выступы увенчаны башенками в форме шатровых шлемов. На крыше в центральной части главного фасада расположен треугольный фронтон. | 2 апреля 2020 года    | Хорошее   | Жилой дом. В 1920—1930-х годах здесь проживал эстонский государственный деятель Юри Яаксон.                                                    |
| 51В          | 1909 год        |      | Двухэтажный квартирный дом в стиле историзма. Образец творчества остзейского немца, архитектора Эрнста Буштедта. Интерьеры относятся к 1937 году, архитектор Франц де Фриз (Franz de Vries). Здание имеет асимметричный план. Цоколь выполнен из комковатого известняка, поверхности стен в основном покрыты горизонтальной, а в верхних этажах — вертикальной (и с более узким профилем) дощатой обшивкой. В центральной части главного фасада расположен балкон с металлической решеткой. Есть подвал. Со стороны двора просторная и богато украшенная веранда. Помещения расположены анфиладной системой, однако внутренняя планировка со временем частично менялась. | 2 апреля 2020 года    | Хорошее   | Жилой дом |
| 53           | 1880-е годы     |      | Представительный жилой дом в стиле историзма. Образец творчества архитектора Николая Тамма-старшего, проект 1887 года. Первым владельцем участка был знаменитый эстонский кондитер Георг Штуде. Изначально здание было меньше. В 1902 году был расширен второй этаж как со стороны главного фасада, так и со стороны двора. В 1923 году здание было приспособлено для круглогодичного проживания, а веранда была расширена по проекту инженера Пауля Мейера. Дом находился в собственности семьи Штуде до установления советской власти в Эстонии. Отреставрирован в 2010-х годах. | 2 апреля 2020 года    | Хорошее   | Жилой дом |

## Достопримечательности
- Памятник Яану Поске, скульптор Эло Лийв[эст.] (Elo Liiv), установлен в 2016 году к 150-летию со дня рождения Яана Поска[34];
- старейший в Эстонии бетонный столб электрического уличного освещения; установлен Таллинской городской электростанцией в 1928—1929 годах, единственный сохранившийся электрический столб того периода. В 2021 году отремонтирован, установлен на новом месте и снабжён информационной табличкой[35].

## Галерея

Новые дома на улице Яана Поска (построены в 2010-е годы)
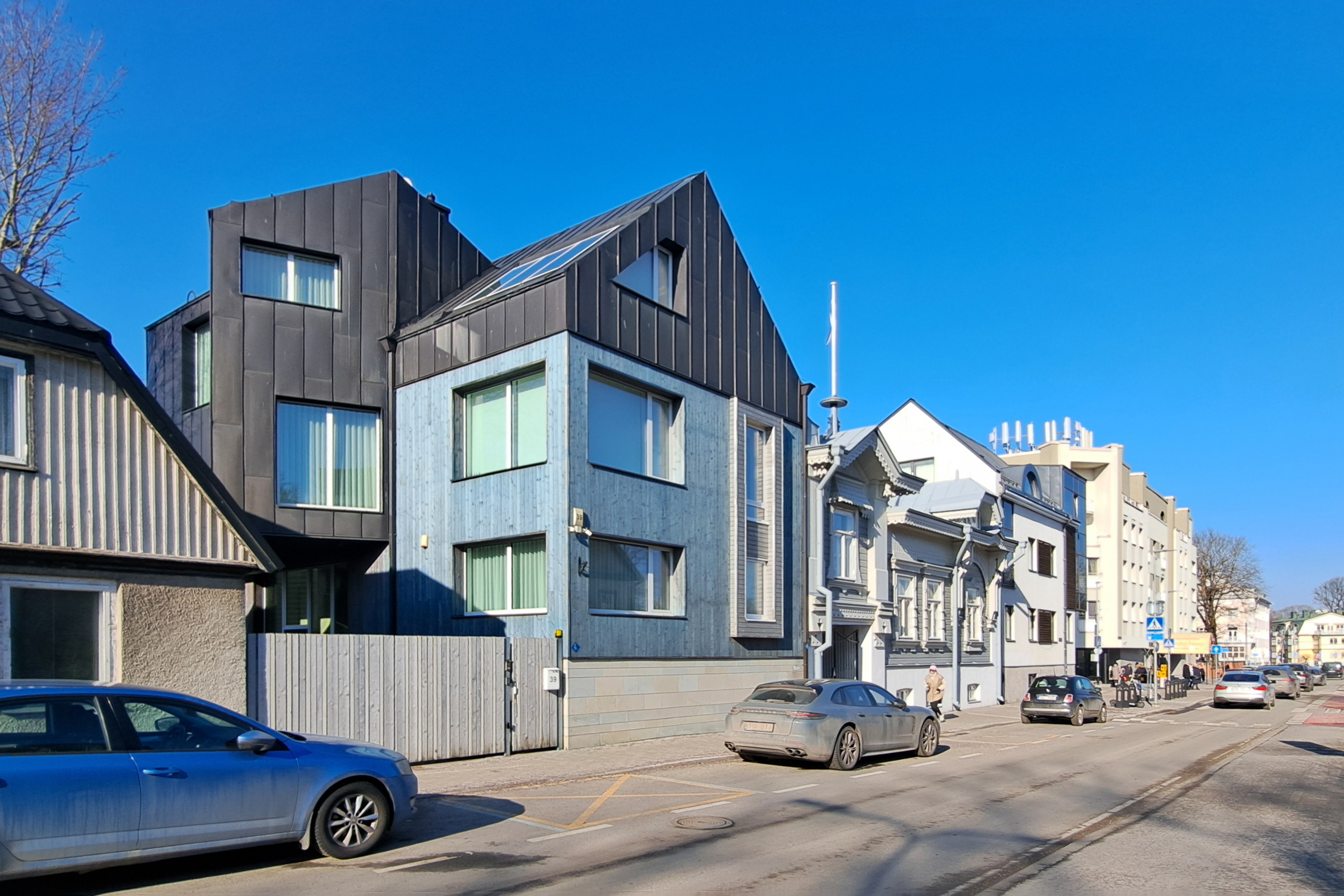
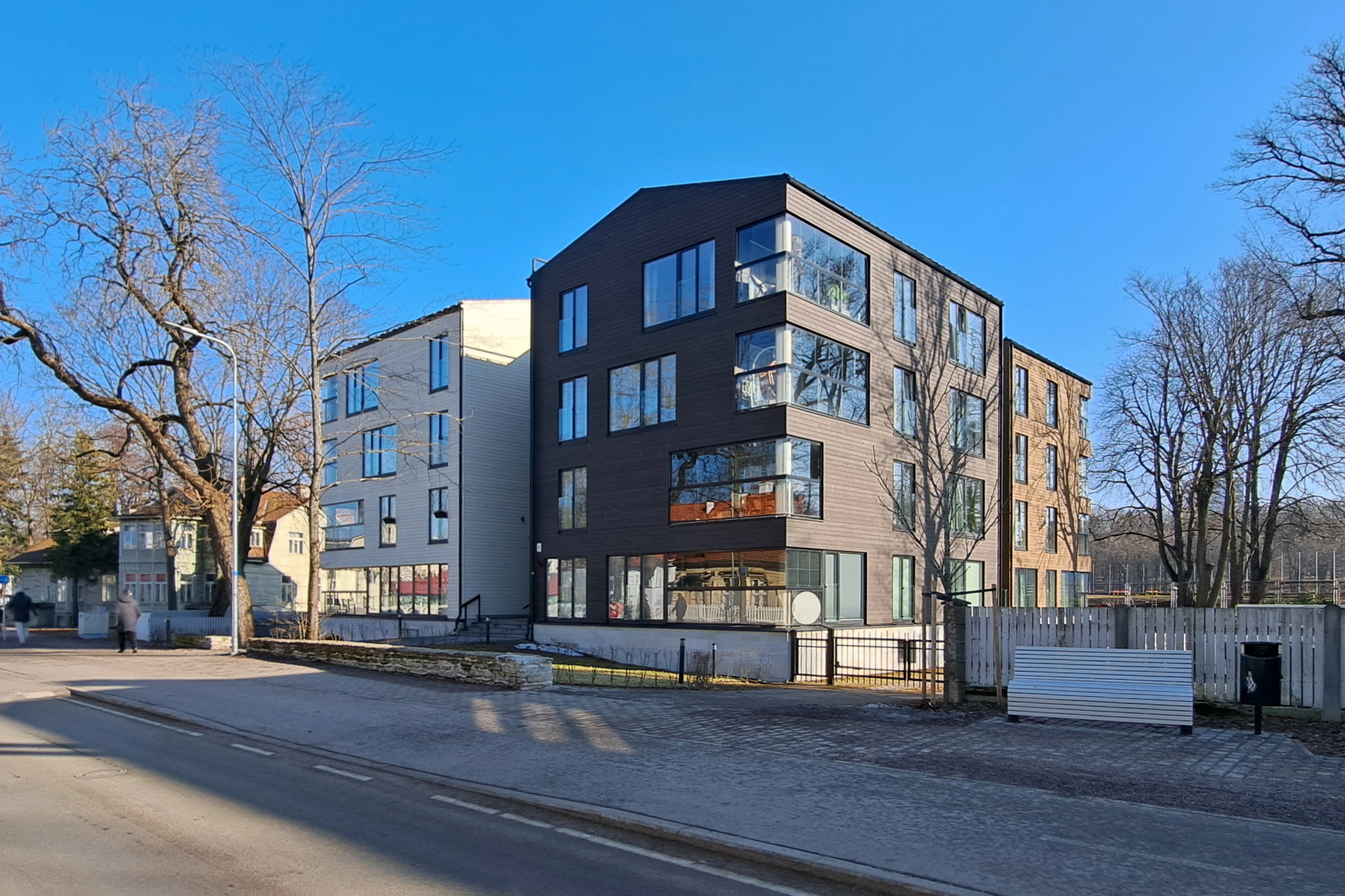
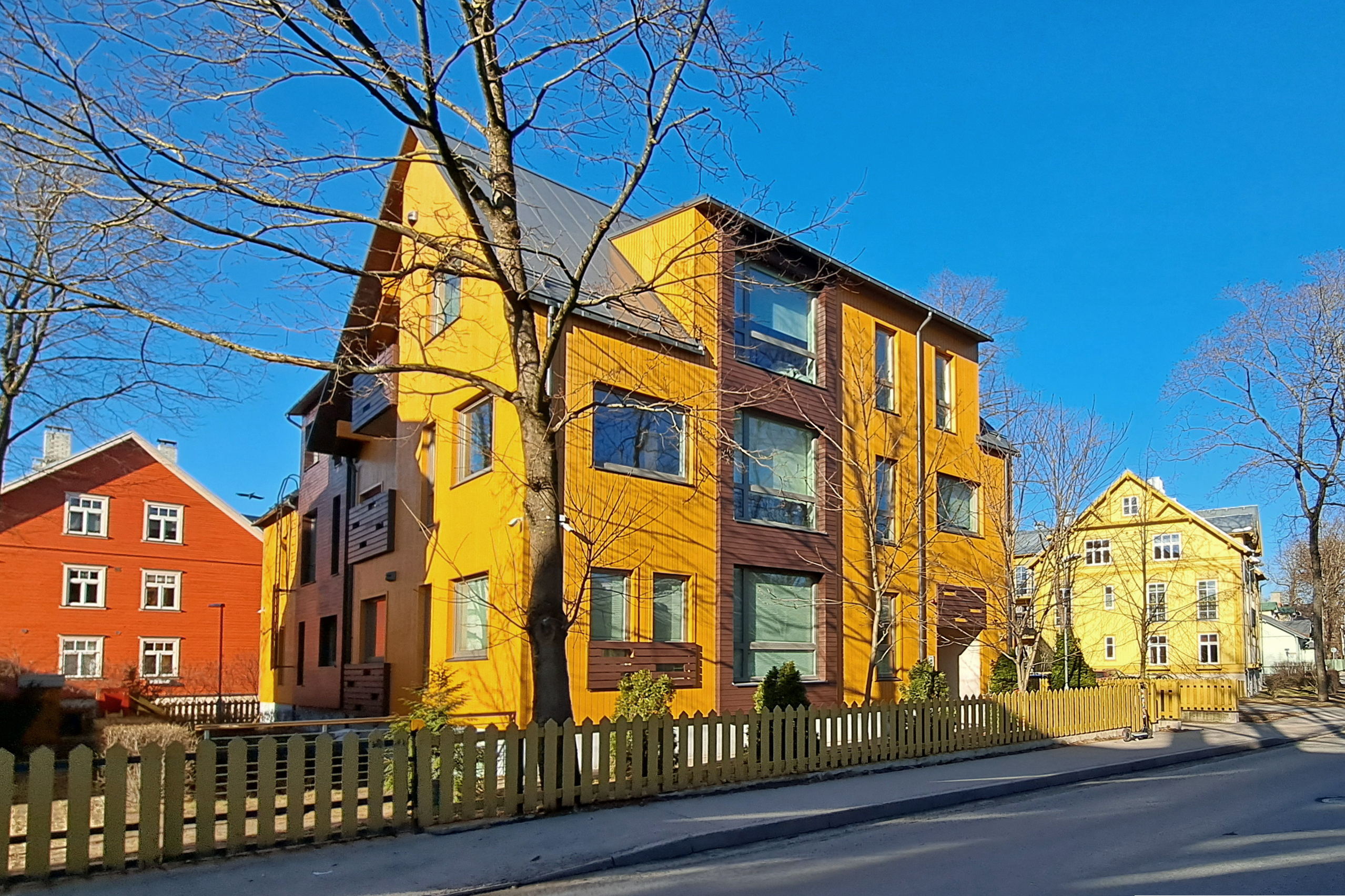
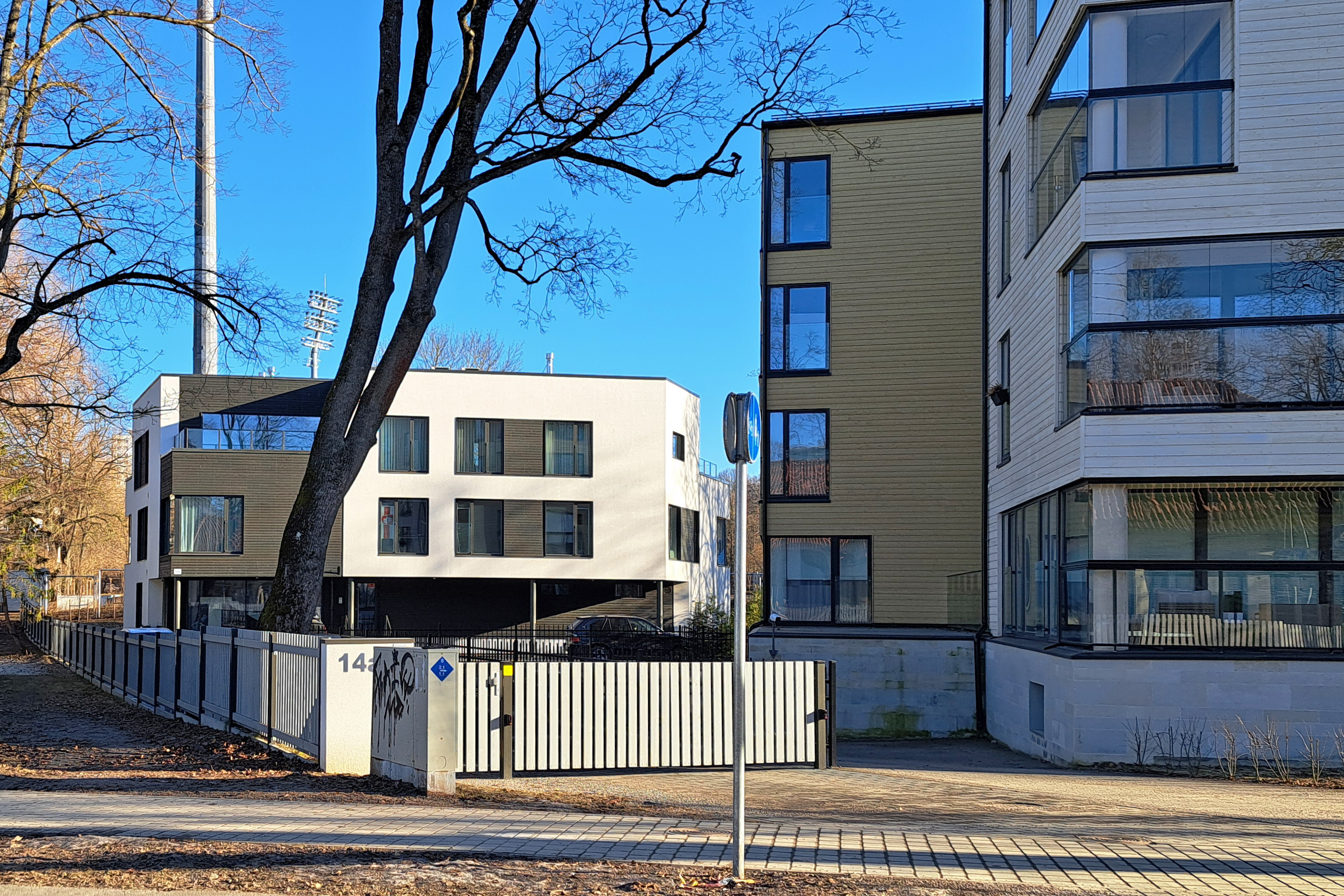